# Arcidiocesi di Braga

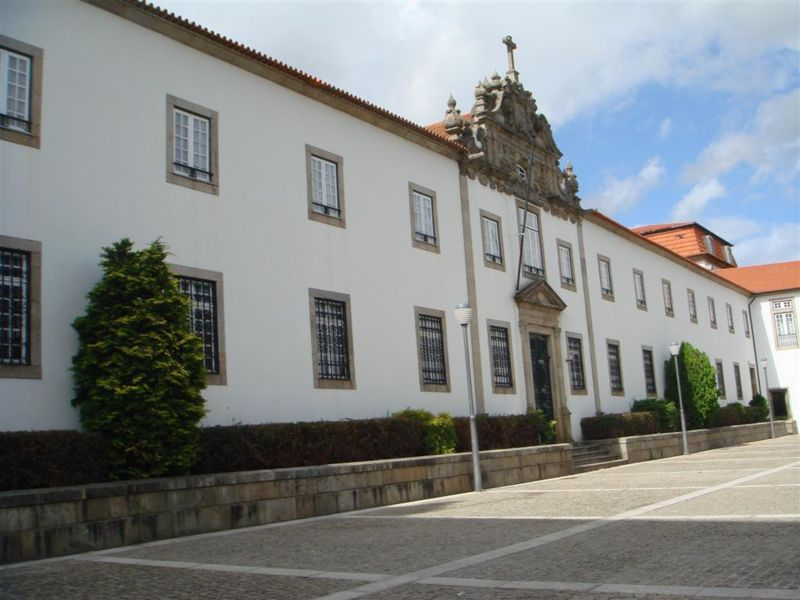
Il Seminário conciliar de São Pedro e São Paulo di Braga.

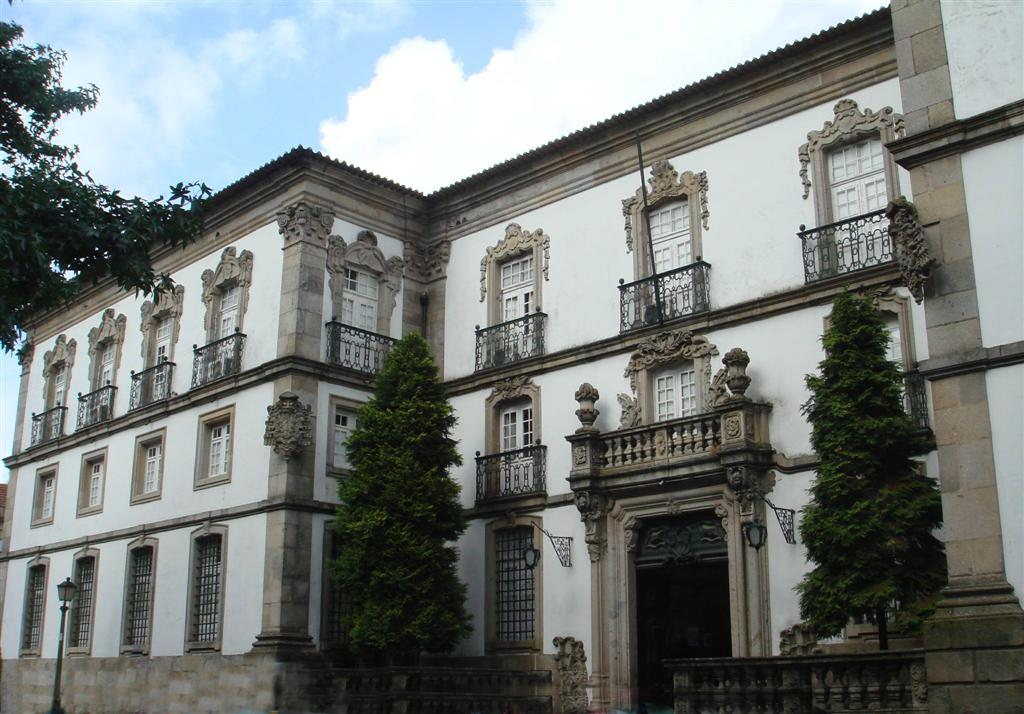
Il palazzo arcivescovile di Braga.

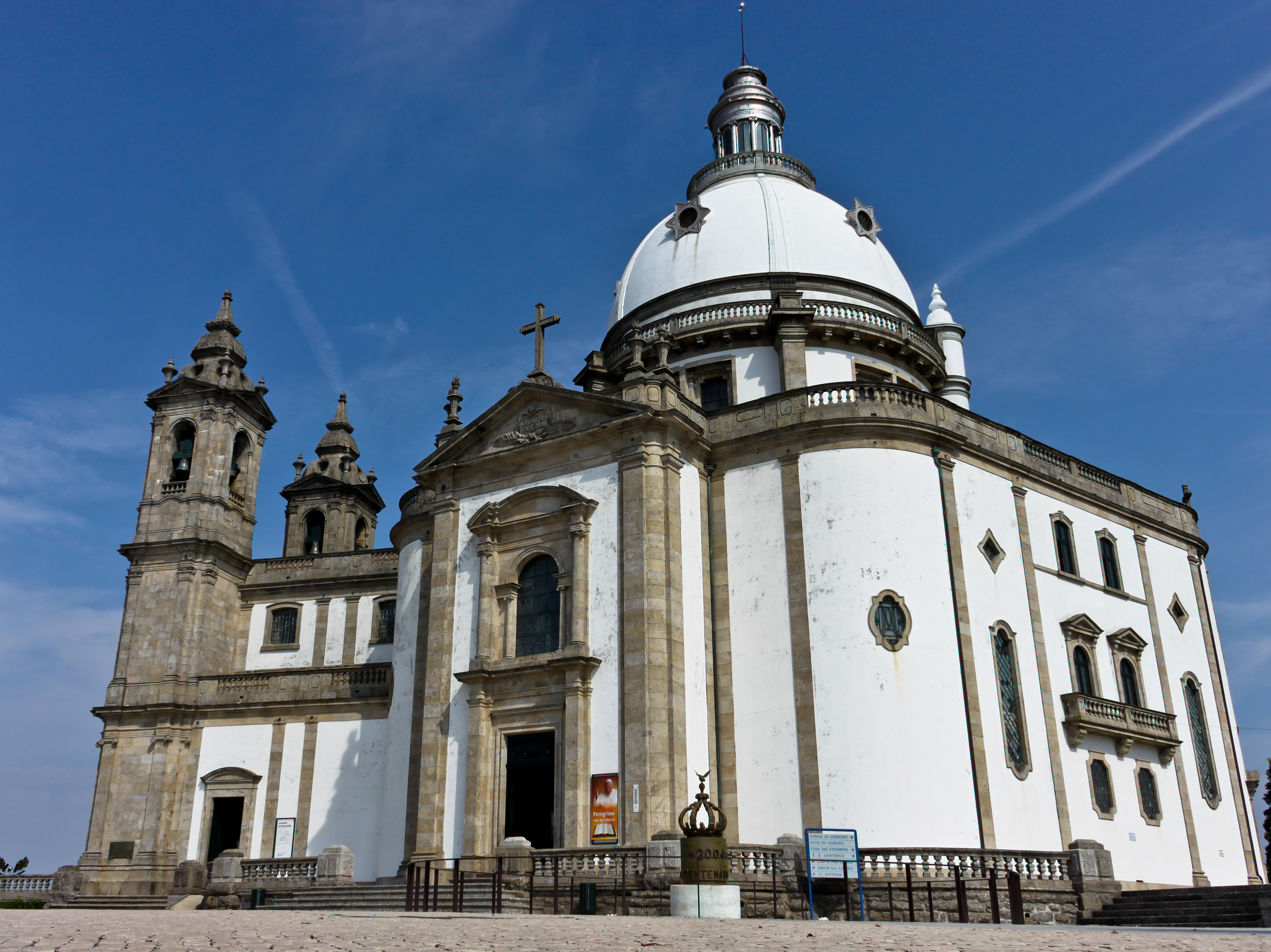
La basilica santuario di Nossa Senhora do Sameiro di Braga.

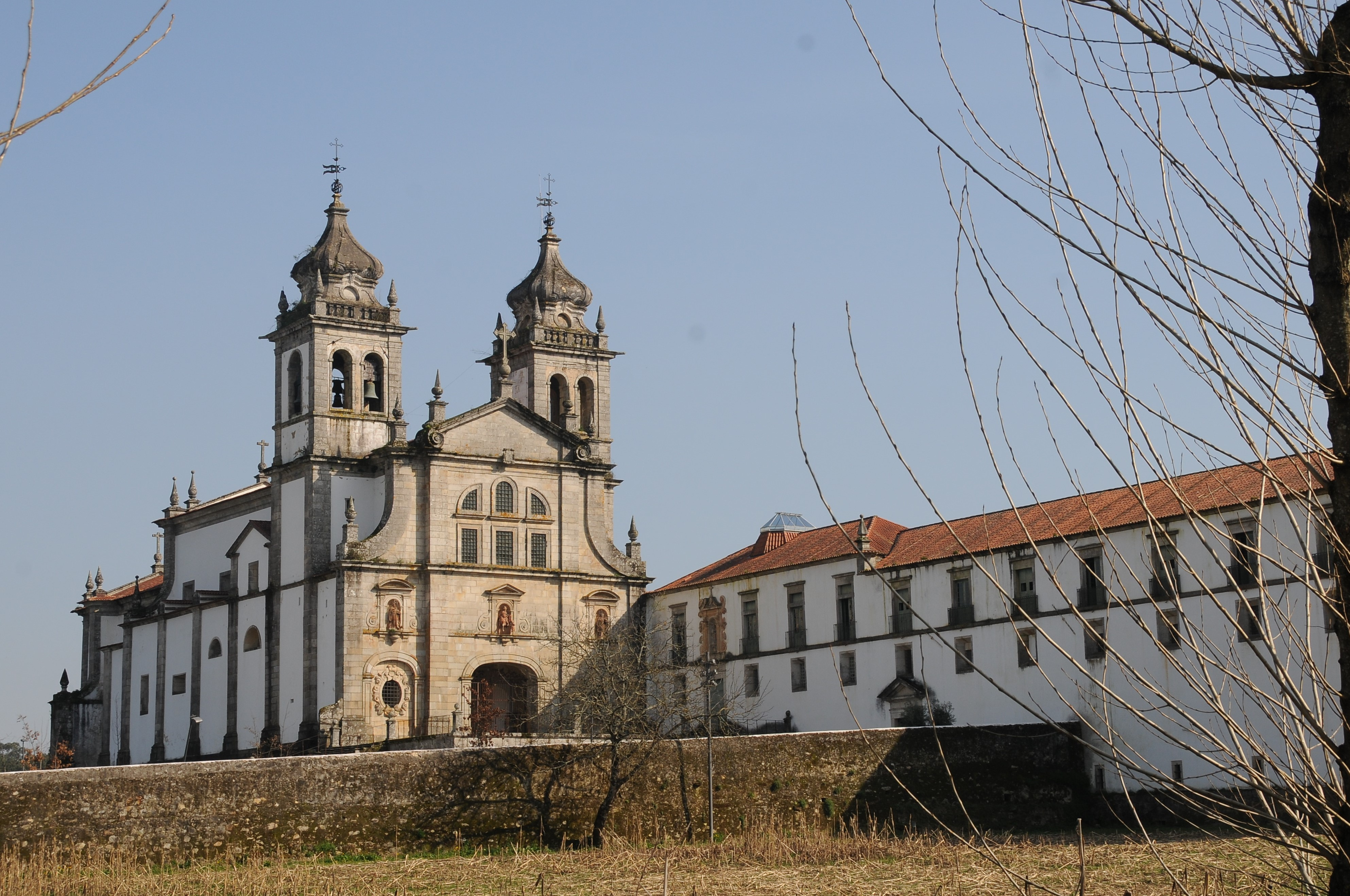
Il monastero di San Martino di Mire de Tibães, fondato nell'XI secolo.

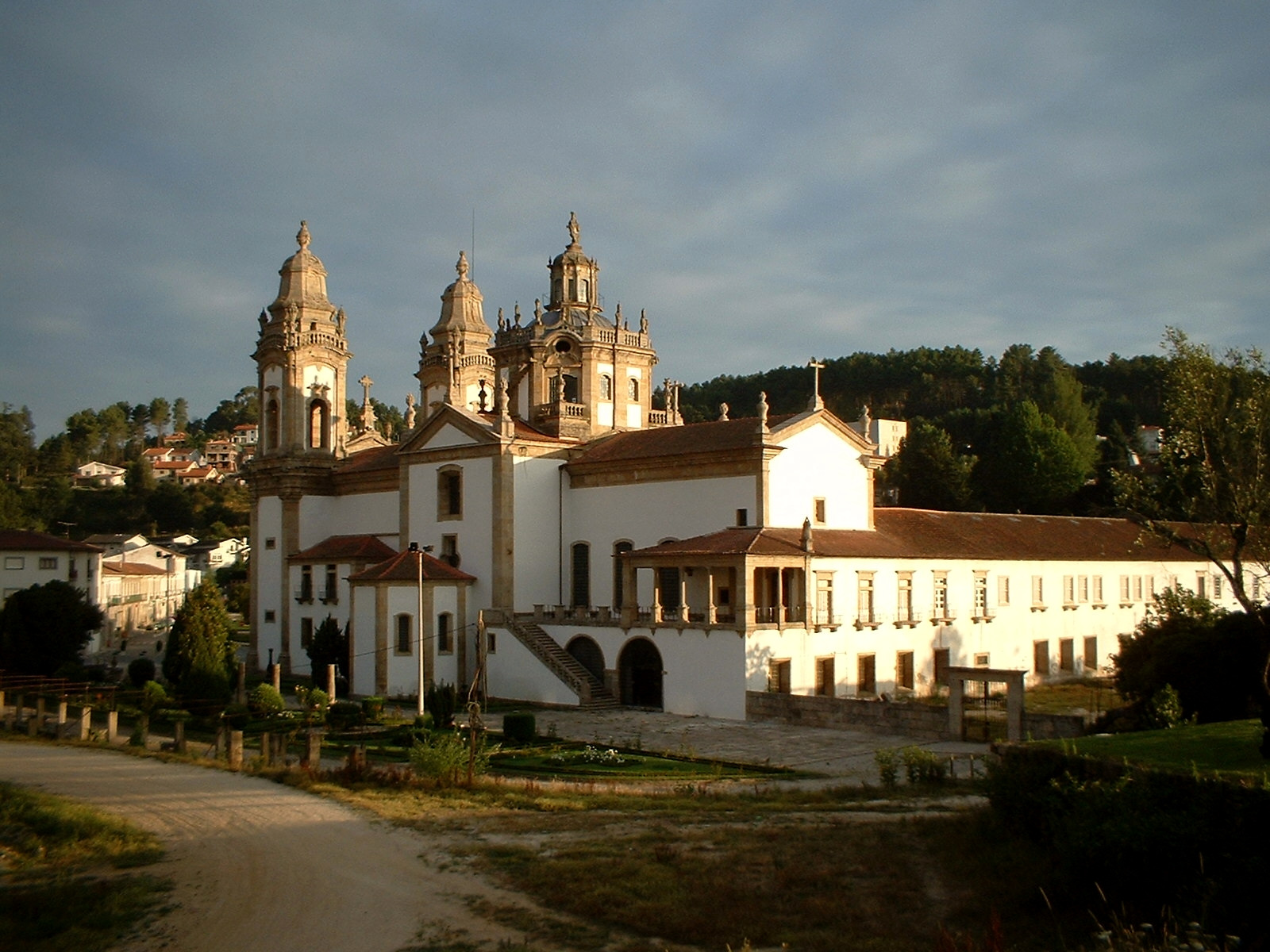
Il monastero di San Michele di Refojos de Basto, fondato nel XII secolo.

L'arcidiocesi di Braga (in latino Archidioecesis Bracarensis) è una sede metropolitana della Chiesa cattolica in Portogallo. Nel 2023 contava 916.100 battezzati su 998.100 abitanti. È retta dall'arcivescovo José Manuel Garcia Cordeiro.

## Territorio
L'arcidiocesi comprende il distretto di Braga e trenta parrocchie del distretto di Porto, situate a nord del fiume Ave, nei comuni di Santo Tirso, di Póvoa de Varzim e di Vila do Conde.
Sede arcivescovile è la città di Braga, dove si trova la cattedrale di Santa Maria. Nell'arcidiocesi diocesi sorgono cinque basiliche minori: la basilica di Bom Jesus do Monte e la basilica di Nostra Signora di Sameiro, entrambe a Braga, la basilica di San Benedetto della Porta Aperta a Rio Caldo, frazione di Terras de Bouro, la basilica di San Pietro a Guimarães e la basilica di San Torquato a São Torcato, frazione di Guimarães.
Il territorio si estende su 2.832 km² e abbraccia 551 parrocchie, raggruppate in 3 zone pastorali e 14 arcipresbiterati (arciprestados): Amares, Barcelos, Braga, Cabeceiras de Basto, Celorico de Basto, Esposende, Fafe, Guimarães e Vizela, Póvoa de Lanhoso, Terras de Bouro, Vieira do Minho, Vila do Conde/Póvoa de Varzim, Vila Nova de Famalicão, Vila Verde.

### Provincia ecclesiastica
La provincia ecclesiastica di Braga comprende le seguenti suffraganee:
- diocesi di Aveiro;
- diocesi di Braganza-Miranda;
- diocesi di Coimbra;
- diocesi di Lamego;
- diocesi di Porto;
- diocesi di Viana do Castelo;
- diocesi di Vila Real;
- diocesi di Viseu.

## Storia
Bracara Augusta era l'antica capitale della provincia romana della Galizia, nonché capoluogo del Conventus bracarensis. Il cristianesimo trovò ben presto radice nella popolazione, come documentano i numerosi santi e martiri venerati dalla tradizione locale. Anche la diocesi fu eretta in epoca antica. Sebbene una tradizione leggendaria enumeri vescovi fin dal I secolo, il primo vescovo di cui esistano riscontri storici è san Paterno, che compare al concilio di Toledo del 397. Nella prima metà del V secolo, la sede di Braga fu elevata al rango di sede metropolitana; quando fu eretta la metropolia di Lugo (569), a Braga toccarono le diocesi suffraganee di Dumio, Magneto, Coimbra, Lamego, Idanha e Viseu.
In quanto metropolia galiziana, Braga fu sede di alcuni concili provinciali. Ne sono noti tre: il concilio del 561, sotto la presidenza di Lucrécio; il concilio del 572, guidato da san Martino; e il concilio del 675, presieduto dall'arcivescovo Leodegísio. Al VI secolo risalgono le origini dell'antico rito di Braga, in vigore nell'arcidiocesi ancora oggi. Nel 569 il concilio di Lugo concesse probabilmente agli arcivescovi di Braga il titolo di primate delle Spagne.
Durante la dominazione sueba nel VI secolo, il territorio dell'arcidiocesi fu riorganizzato grazie soprattutto all'opera di san Martino, abate di Dumio nei pressi di Braga, che ottenne che la sua antica sede monastica fosse elevata al rango di diocesi; contestualmente sorsero altre diocesi, probabilmente con territorio dismembrato da quello di Braga (Viseu, Lamego e Tui).
In seguito alla conquista dei saraceni nell'VIII secolo, l'ultimo arcivescovo a risiedere a Braga fu san Felice Torquato, i successori si stabilirono a Lugo, portando con sé il titolo metropolitico nel 745. A partire da questa data gli arcivescovi useranno entrambi i titoli di Lugo e di Braga. Nell'832 la città di Braga fu assoggettata alla giurisdizione dell'arcidiocesi di Lugo e Braga, e tale situazione si protrasse fino al 1070, quando fu ripristinata l'arcidiocesi di Braga nella città riconquistata dai cristiani. Il primo vescovo della restaurata sede è Pedro, menzionato per la prima volta in una carta del 1º maggio 1070.
Contestualmente alla restaurazione dell'arcidiocesi, furono istituiti anche il capitolo della cattedrale e la scuola capitolare. Della primitiva cattedrale, iniziata subito dopo il 1070, restano poche vestigia, essendo stata ricostruita, nella sua parte essenziale, tra il XII e il XIII secolo.
Nel 1103 papa Pasquale II risolse la controversia sorta con la nuova metropolia di Santiago di Compostela, assegnando a Braga come suffraganee le diocesi di Porto, di Coimbra, di Lamego e di Viseu e altre cinque diocesi nei regni di Galizia e di León; queste ultime cesseranno di dipendere da Braga il 27 febbraio 1120.
Verso la metà del XII secolo gli arcivescovi di Braga furono impegnati in una contesa con l'arcidiocesi di Toledo, per affermare la propria giurisdizione primaziale su tutta la penisola iberica. Toledo vide riconfermata la sua primazia sulla Spagna, mentre Braga ottenne la primazia sul Portogallo con il titolo di primate delle Spagne.
Il 18 dicembre 1475 papa Sisto IV unì Olivenza all'arcidiocesi di Braga, ma in virtù di un contratto tra il vescovo di Ceuta e l'arcivescovo di Braga del 20 settembre 1512, confermato da papa Leone X il 25 giugno 1513, Olivenza fu riunita alla diocesi di Ceuta in cambio della cessione a Braga di Valença.
Il 22 maggio 1545 cedette una porzione del suo territorio a vantaggio dell'erezione della diocesi di Miranda, che successivamente assunse il nome di diocesi di Braganza-Miranda; a queste diocesi unite, il 30 settembre 1881 fu ceduto l'arcidiaconato di Moncorvo per effetto della bolla Gravissimum Christi di papa Leone XIII. Contestualmente ottenne dalla diocesi di Orense le due parrocchie di Tourém, frazione dell'attuale comune di Montalegre, e di Lama de Arcos, frazione dell'attuale comune di Chaves. In totale l'arcidiocesi contava 989 parrocchie con 719.286 fedeli.
In ottemperanza alle decisioni del concilio di Trento, l'arcivescovo san Bartolomeu Fernandes dos Mártires fondò nel 1572 il seminario per la formazione dei preti.
Il sinodo diocesano del 1918 restaurò l'antico rito di Braga, che era caduto in disuso, i cui libri liturgici furono approvati da papa Benedetto XV con bolle pontificie nel 1919 per il breviario e nel 1924 per il messale. Dopo la riforma liturgica seguita al Concilio Vaticano II il rito di Braga non è stato abrogato, ma è divenuto facoltativo a partire dal 18 novembre 1971.
Nel corso del Novecento, l'arcidiocesi, che già nel 1881 aveva ceduto parti di territorio alle diocesi di Porto e di Braganza-Miranda, ha ceduto ulteriori porzioni di territorio a vantaggio dell'erezione delle nuove diocesi di Vila Real (1922) e di Viana do Castelo (1977).
Tra gli arcivescovi di Braga si ricordano un antipapa, Maurice Bourdin diventato antipapa Gregorio VIII (1118), e un papa, Pedro Julião, eletto al soglio pontificio con il nome di Giovanni XXI (1276).
Il 14 dicembre 1984, con la lettera apostolica Omnes fere, papa Giovanni Paolo II ha confermato San Martino patrono principale dell'arcidiocesi.

## Cronotassi degli arcivescovi
Si omettono i periodi di sede vacante non superiori ai 2 anni o non storicamente accertati.
- Paterno † (circa 388/389 - dopo il 400)
- Balcónio † (circa 415 o 417 - circa 447 deceduto)
- Profuturo † (menzionato nel 538)
- Lucrécio † (menzionato nel 561)
- San Martino † (prima del 572 - 30 marzo 580 deceduto)
- Pantardo † (menzionato nel 589)
- Julião † (prima del 633 - dopo il 638)
- Potâmio † (prima del 653 - 656 deposto)
- San Fruttuoso † (1º dicembre 656 - dopo il 665 circa)
- Leodegísio (o Leodecísio) † (menzionato nel 675)
- Liúva † (prima del 681 - dopo il 684)
- Faustino † (prima del 687 - 2 maggio 693 nominato arcivescovo di Siviglia)
- San Felice Torquato † (2 maggio 693 - ?)
  - Sede trasferita a Lugo (VIII secolo - 1070)[12]
- Pedro de Braga † (1070 - dopo il 1091)
- San Geraldo de Moissac, O.S.B. † (3 luglio 1095 - 5 dicembre 1109 deceduto)
- Maurice Bourdin, O.S.B. † (5 febbraio 1111 - 1118 nominato antipapa con il nome di Gregorio VIII)
- Paio Mendes † (1118 - 1137 deceduto)
- João Peculiar † (1138 - 3 dicembre 1175 deceduto)
- Godinho † (dicembre 1175 - 31 luglio 1188 deceduto)
- Martinho Pires † (1189 - 1209 deceduto)
  - Pedro Mendes † (1209 - 1212) (vescovo eletto)
- Estêvão Soares da Silva † (1212 - 27 agosto 1228 deceduto)
- Simon (Silvestre Godinho ?) † (1º giugno 1229 - 8 luglio 1244 deceduto)
- João Egas † (20 gennaio 1245 - 1255 ? deceduto)
- Martinho Geraldes † (prima dell'11 aprile 1255 - 1º settembre 1271 deceduto)
- Pedro Julião † (circa 1272 - 1275 dimesso, poi eletto papa con il nome di Giovanni XXI) (vescovo eletto)
- Ordoño Álvarez † (23 maggio 1275 - 12 marzo 1278 nominato vescovo di Frascati)
- Telo, O.F.M. † (6 aprile 1278 - 23 novembre 1292 deceduto)
- Martinho Pires de Oliveira † (30 luglio 1295 - 25 marzo 1313 deceduto)
- João Martins de Soalhães † (8 ottobre 1313 - 1º maggio 1325 deceduto)
- Gonçalo Pereira † (27 febbraio 1326 - 1348 deceduto)
- Guilherme de la Garde † (27 luglio 1349 - 16 giugno 1361 nominato arcivescovo di Arles)
- Jean de Cardaillac † (18 giugno 1361 - 18 luglio 1371 nominato patriarca titolare di Alessandria)
- Vasco de Menezes † (11 agosto 1371 - 18 novembre 1372 deceduto)
  - Martinho de Zamora † (1372 - 1372) (illegittimo)
- Lourenço Vicente † (19 dicembre 1373 - 1397 o 1398 deceduto)
- João Garcia † (1398 - 1398)
- Martinho Afonso de Miranda o da Charneca † (12 giugno 1398 - 28 marzo 1416 deceduto)
- Fernando da Guerra † (15 dicembre 1417 - 26 settembre 1467 deceduto)
- Luís Pires † (8 febbraio 1468 - marzo 1480 deceduto)
  - João de Melo † (5 settembre 1481 - 1481 deceduto) (vescovo eletto)
- Garcia, O.S.B. † (22 maggio 1482 - 27 luglio 1485 deceduto)
- Jorge da Costa I † (1486 - 1488 dimesso)
- Jorge da Costa II † (1488 - 30 agosto 1501 deceduto)
  - Jorge da Costa I † (1501 - 1505 dimesso) (amministratore apostolico)
- Diogo de Sousa † (11 luglio 1505 - 8 giugno 1532 deceduto)
- Enrico di Portogallo † (30 aprile 1533 - 24 settembre 1540 nominato arcivescovo di Évora)
- Diego da Silva, O.F.M. † (24 settembre 1540 - dicembre 1541 deceduto)
- Duarte di Portogallo † (6 febbraio 1542 - 11 novembre 1543 deceduto)
- Manuel de Sousa † (22 marzo 1545 - 18 luglio 1549 dimesso)
- Baltasar Limpo, O.Carm. † (23 maggio 1550 - 31 marzo 1558 deceduto)
- San Bartolomeu Fernandes dos Mártires, O.P. † (27 gennaio 1559 - 6 novembre 1581 dimesso)
- João Afonso de Menezes † (6 novembre 1581 - 14 luglio 1587 deceduto)
- Pedro de Castro (Agostinho de Jesus), O.S.A. † (13 giugno 1588 - 25 novembre 1609 deceduto)
  - Sede vacante (1609-1612)
- Aleixo de Menezes, O.S.A. † (19 marzo 1612 - 3 maggio 1617 deceduto)
- Afonso Furtado de Mendonça † (12 novembre 1618 - 2 dicembre 1626 nominato arcivescovo di Lisbona)
- Rodrigo da Cunha † (27 gennaio 1627 - 3 dicembre 1635 nominato arcivescovo di Lisbona)
- Sebastião de Matos de Noronha † (9 giugno 1636 - 28 luglio 1641 deceduto)
  - Sede vacante (1641-1670)
- Veríssimo de Lencastre † (22 dicembre 1670 - 8 febbraio 1677 dimesso)
- Luís de Sousa † (8 febbraio 1677 - 29 aprile 1690 deceduto)
- José de Menezes † (10 marzo 1692 - 16 febbraio 1696 deceduto)
- João de Sousa † (24 settembre 1696 - 1º ottobre 1703 nominato arcivescovo di Lisbona)
- Rodrigo de Moura Teles † (10 marzo 1704 - 4 settembre 1728 deceduto)
  - Sede vacante (1728-1740)
- José de Bragança † (19 dicembre 1740 - 3 giugno 1756 deceduto)
- Gaspar de Bragança † (13 marzo 1758 - 18 gennaio 1789 deceduto)
- Cayetano Da Annunciação Brandão, T.O.R. † (29 marzo 1790 - 15 dicembre 1805 deceduto)
  - Sede vacante (1805-1815)
- Miguel da Madre de Deus da Cruz † (4 settembre 1815 - 21 agosto 1827 deceduto)
  - Sede vacante (1827-1843)
- Pedro Paulo de Figueiredo da Cunha e Melo † (3 aprile 1843 - 31 dicembre 1855 deceduto)
- José Joaquim de Azevedo e Moura † (16 giugno 1856 - 27 novembre 1876 deceduto)
- João Crisóstomo de Amorim Pessoa, O.F.M.Ref. † (27 novembre 1876 succeduto - aprile 1883 dimesso)
- António José de Freitas Honorato † (9 agosto 1883 - 28 dicembre 1898 deceduto)
- Manuel Baptista da Costa † (3 febbraio 1899 - 13 maggio 1913 deceduto)
- Manuel Vieira de Matos † (1º ottobre 1914 - 28 settembre 1932 deceduto)
- António Bento Martins Júnior † (28 settembre 1932 succeduto - 19 agosto 1963 deceduto)
- Francisco Maria da Silva † (12 dicembre 1963 - 14 aprile 1977 deceduto)
- Eurico Dias Nogueira † (3 novembre 1977 - 5 giugno 1999 ritirato)
- Jorge Ferreira da Costa Ortiga (5 giugno 1999 - 3 dicembre 2021 ritirato)
- José Manuel Garcia Cordeiro, dal 3 dicembre 2021

## Statistiche
L'arcidiocesi nel 2023 su una popolazione di 998.100 persone contava 916.100 battezzati, corrispondenti al 91,8% del totale.
| anno | popolazione | popolazione | popolazione | presbiteri | presbiteri | presbiteri | presbiteri                | diaconi | religiosi | religiosi | parrocchie |
| anno | battezzati  | totale      | %           | numero     | secolari   | regolari   | battezzati per presbitero | diaconi | uomini    | donne     | parrocchie |
| ---- | ----------- | ----------- | ----------- | ---------- | ---------- | ---------- | ------------------------- | ------- | --------- | --------- | ---------- |
| 1949 | 806.694     | 807.033     | 100,0       | 972        | 854        | 118        | 829                       |         | 143       | 848       | 830        |
| 1959 | 895.000     | 895.480     | 99,9        | 985        | 825        | 160        | 908                       |         | 205       | 820       | 831        |
| 1970 | 1.134.900   | 1.135.000   | 100,0       | 1.054      | 853        | 201        | 1.076                     |         | 404       | 718       | 836        |
| 1980 | 729.000     | 730.000     | 99,9        | 721        | 576        | 145        | 1.011                     |         | 266       | 924       | 548        |
| 1990 | 927.000     | 930.000     | 99,7        | 644        | 518        | 126        | 1.439                     | 2       | 275       | 761       | 551        |
| 1999 | 881.000     | 900.000     | 97,9        | 599        | 486        | 113        | 1.470                     | 8       | 210       | 790       | 551        |
| 2000 | 882.000     | 900.000     | 98,0        | 598        | 488        | 110        | 1.474                     | 7       | 209       | 778       | 551        |
| 2001 | 882.000     | 900.000     | 98,0        | 587        | 479        | 108        | 1.502                     | 8       | 194       | 754       | 551        |
| 2002 | 927.000     | 945.000     | 98,1        | 591        | 479        | 112        | 1.568                     | 9       | 196       | 747       | 551        |
| 2003 | 944.304     | 964.304     | 97,9        | 583        | 464        | 119        | 1.619                     | 7       | 197       | 747       | 551        |
| 2004 | 945.000     | 965.400     | 97,9        | 570        | 463        | 107        | 1.657                     | 8       | 174       | 662       | 551        |
| 2006 | 875.000     | 952.000     | 91,9        | 542        | 448        | 94         | 1.614                     | 8       | 186       | 583       | 551        |
| 2012 | 886.300     | 964.400     | 91,9        | 492        | 391        | 101        | 1.801                     | 8       | 174       | 455       | 552        |
| 2015 | 914.000     | 994.980     | 91,9        | 467        | 386        | 81         | 1.957                     | 15      | 223       | 430       | 551        |
| 2018 | 909.900     | 990.700     | 91,8        | 495        | 366        | 129        | 1.838                     | 11      | 257       | 430       | 551        |
| 2020 | 912.370     | 993.740     | 91,8        | 509        | 380        | 129        | 1.792                     | 13      | 256       | 103       | 551        |
| 2022 | 916.000     | 998.000     | 91,8        | 527        | 400        | 127        | 1.738                     | 13      | 259       | 75        | 551        |
| 2023 | 916.100     | 998.100     | 91,8        | 483        | 356        | 127        | 1.896                     | 12      | 160       | 60        | 551        |